# Donald Baxter
Donal W. Baxter (24 août 1926-14 juillet 2012) est un neurologue et professeur québécois.
Il est professeur émérite à l'université McGill, neurologue en chef à l'Hôpital neurologique de Montréal et directeur de l'Institut neurologique de Montréal.

## Distinctions
- 1995 - Officier de l'Ordre du Canada